# Талова (Новокузнецький район)
Та́ловая (рос. Таловая) — присілок у складі Новокузнецького району Кемеровської області, Росія. Входить до складу Загорського сільського поселення.

## Населення
Населення — 113 осіб (2010; 95 у 2002).
Національний склад (станом на 2002 рік):
- росіяни — 94 %